# Фигурица од кестена
Фигурица од кестена је модел мотива, обично животиње, направљеног од кестена. Фигурице од кестена у облику човека се назива човек од кестена. Праве се посебно у јесен и обично се сматрају активношћу у обданишту и класичном карактеристиком данске и немачке дечје културе.

## Значење и сврха
У вртићу и школи, прављење кестењастих људи се често користи за развој фине моторике и подстицање стваралаштва. Сакупљање кестења на отвореном је такође део процеса израде фигурица.

## Израда
Фигурице од кестена се обично праве од кестена спојених шибицама. Уобичајена фиругица од кестена је четвороножна, где се тело састоји од већег кестена са главом и четири мања кестена као „ноге“ на крају сваког штапића. Алтернативно, сумпор на шибицама може служити као стопала. Шибице се причвршћују за кестене бушењем малих рупа малим одвијачем или шилом.
Једноставне животиње од кестена састоје се искључиво од кестена спојених штапићима, али искусни произвођач животиња од кестена брзо наилази на ограничења у облику животиња. Кестени се стога могу сећи тако да одговарају облицима као што су уши мачака и зечева.
Неки људи користе рајснадле за цртање као уши или рогове на жирафама, на пример очи, уста итд. такође се могу нацртати на главама.
Лепак се такође може користити за причвршћивање малих комадића кестена (или другог) на животиње. На пример, можете направити овце тако што ћете обмотати мало вате око животиње од кестена.

## Употреба у уметности
Фигурице од кестена су главни објекти, и инспирације за име, у данској телевизијској серији Човек од кестена (ТВ серија) и истоимене књиге Серена Свејструпа на основу које је и креирана.
У роману Свена Регенера „Господин Леман“, лик Франка Лемана каже о псу: „Изгледате можда... као оне животиње које се као дете праве од кестена, где се увек стављају шибице у кестене, за ноге и тако даље. Кад бих једноставно побегао, ко зна да ли бисте ме уопште ухватили, са мојим ногама.“

## Галерија
- Кестени као материјал за рукотворине
- Човек од кестена
- Слон од кестена
- Животиње од кестена са додатним жиром на прозорској дасци